# Catopyrops maniana
Catopyrops maniana är en fjärilsart som beskrevs av Druce 1891. Catopyrops maniana ingår i släktet Catopyrops och familjen juvelvingar. Inga underarter finns listade i Catalogue of Life.